# Luis de Souza Ferreira
Luis de Souza Ferreira (Lima, 6 ottobre 1908 – Distretto di La Punta, 29 settembre 2008) è stato un calciatore peruviano.
A livello di club militò unicamente nell'Universitario de Deportes.

## Carriera
Esordì nel calcio professionistico nel 1926 con la maglia dell'Universitario de Deportes in massima serie. Vi giocò per otto anni consecutivi, lasciando la attività agonistica nel 1934 e vincendo un titolo nazionale nel 1934.
Nel 1930 partecipò al Mondiale 1930, nel corso del quale segnò un gol.

## Palmarès

### Club

#### Competizioni nazionali
- Campionato peruviano: 2

Universitario: 1929, 1934